# Едмонда Шарль-Ру
Едмонда Шарль-Ру (фр. Edmonde Charles-Roux; 17 квітня 1920, Неї-сюр-Сен, О-де-Сен, Франція — 20 січня 2016, Марсель, Франція) — французька письменниця та журналістка. Президент Гонкурівської академії (2002—2013).

## Екранізації
- 1990 — «Забути Палермо», італійсько-французький фільм Франческо Розі. У головних ролях Джеймс Белуші, Мімі Роджерс та Джосс Екланд.
- 2009 — «Коко до Шанель», французький фільм Анн Фонтен. У головній ролі Одрі Тоту.

## Відзнаки
- 1945 — Воєнний хрест (Франція)[3].
- 2013 — Орден Почесного легіону, великий офіцер; командор (2010); кавалер (1945)[4].